# 홀름강가

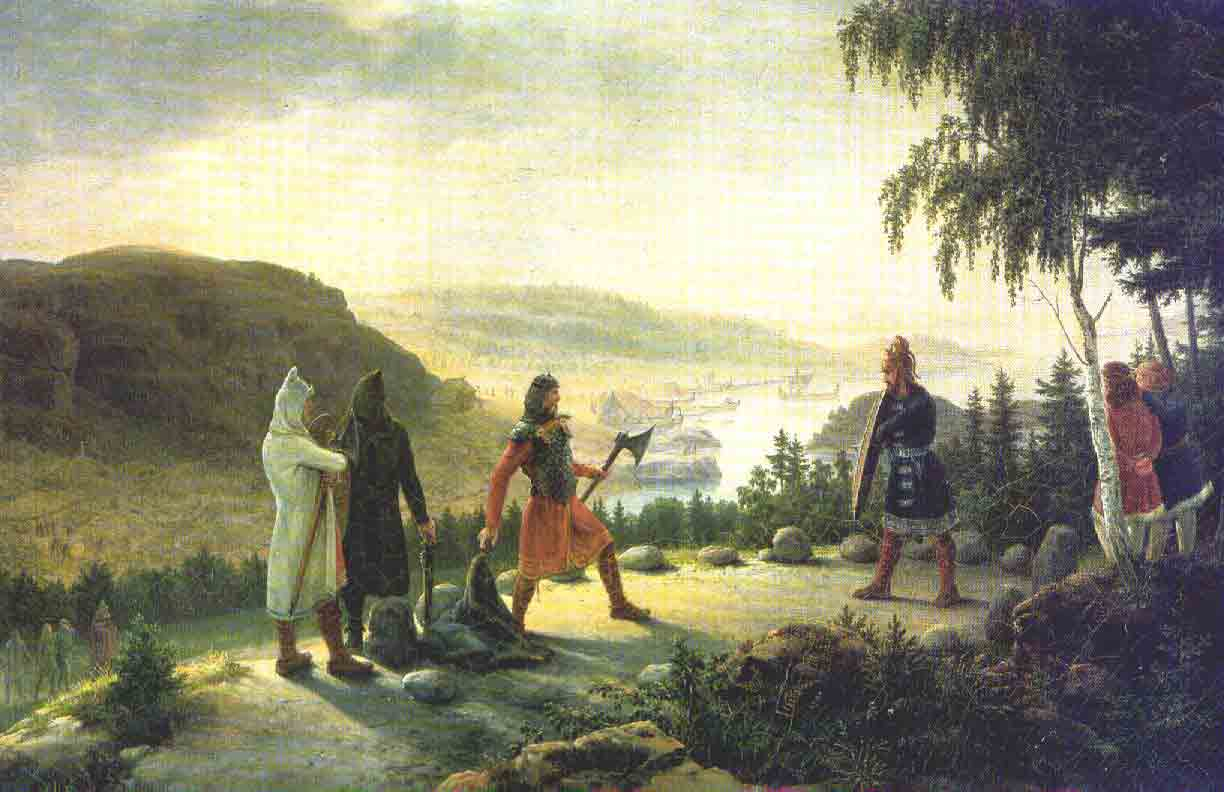
베르그오눈드 토르게이르손과 사생결단을 내는 에길 스칼라그림손. 요한네스 플린토에 그림.

홀름강가(고대 노르드어: hólmganga)는 중세 초기 노르드인들의 결투 관습이다. 분쟁을 해결하기 위한 일종의 결투재판의 성격을 가졌다. “홀름강가”라는 말은 “동그란 작은 섬[嶼]”(holm)에 “간다”(ganga, 영어: going)는 뜻으로, 동그란 작은 섬이 결투장으로 사용되어 이렇게 불렸다.
적어도 이론적으로는, 사회적 지위의 고하와 상관없이 누구나 아무 상대방에게 홀름강가를 신청할 수 있었다. 홀름강가의 사유로는 명예의 문제, 재산 소유권 문제, 배보상 또는 채무 문제, 법적 의견불일치 문제, 아내 또는 친지가 입은 불명예를 대신 복수하는 경우 등 다양했다.
홀름강가 도전장을 던지면 3일-7일 내에 양측이 격돌했다. 만약 도전을 받은 쪽이 결투장에 나타나지 않으면  도전장을 던진 쪽이 이긴 것으로 간주되었다. 반대로 도전장을 던진 쪽이 결투장에 나타나지 않으면 니딩그(사회적 낙인)를 받을 수 있는 심각한 문제가 되어 무법자로 처리될 수도 있었다.

## 같이 보기
- 결투 재판
- 결투